# 鹤北林业局
鹤北林业局，又称鹤北重点国有林管理局，是一个位于中华人民共和国黑龙江省鹤岗市萝北县的类似乡级单位，亦是中国龙江森林工业集团（黑龙江省森林工业总局）所属的一个林业局，分属合江林业管理局。
鹤北林业局始建于1972年，位于小兴安岭山脉的东南麓，三江平原西北缘。施业区分属鹤岗市、萝北县、嘉荫县。施业区总面积38.2万公顷，活立木总蓄积3480万立方米，其中有林地面积34.1万公顷，森林覆被率为98.2%。

## 行政区划
鹤北林业局下辖以下单位：
第一社区、第二社区、第三社区、第四社区、第五社区、第六社区、第七社区、第八社区、第九社区、第十社区、第十一社区、第十二社区、第十三社区、曙光林场、中兴林场、联营林场、岭南林场、金矿林场、卫东林场、四方山林场、庆林林场、双益林场、尚志林场、小梧桐林场、河口林场、高峰林场、西梧桐林场、跃峰林场、双丰林场、向阳林场、青峰林场、跃进林场。